# بطاطا (فلم)
بطاطا هو فيلم وثائقي كندي-لبناني من انتاج عام 2022 من إخراج نورا كيفوركيان. يصور الفيلم حياة ماريا، وهي امرأة سورية تعمل في لبنان انقلبت حياتها رأسًا على عقب بسبب الحرب الأهلية السورية وأزمة اللاجئين المرتبطة بها.
صُوّر الفيلم في عام 2009 قبل اندلاع الحرب، كصورة لوالد ماريا أبو جميل ومزارع البطاطس موسى دودكليان، وهما رجلان أقاما صداقة وثيقة خلال سنوات من العمل معًا في مزرعة دوداكليان للبطاطس في عام 2009 بلبنان رغم العداء التقليدي بين المسيحيين اللبنانيين موسى والمسلمين السوريين أبو جميل. ومع اندلاع الحرب، تحول المزرعة إلى مخيم مهجور للاجئين، تحول تركيز الفيلم إلى ماريا وتصميمها الحازم على الحفاظ على سلامة عائلتها ومتحدتها ضد القوى التي هددت بتدميرهم.
بطاطا هو تجربة لامرأة تخوض تجربة صناعة الأفلام. قامت نورا كيفوركيان بالتصوير لمدة عشر سنوات في مخيمات اللاجئين اللبنانية وتحريرها لمدة عامين آخرين خلال جائحة كوفيد 19. لعبت كيفوركيان دور كاتبة الفيلم، والمخرجة، ومصورة سينمائية، ومحررة، ومنتجة مشاركة. وصفت كيفوركيان رحلتها في صناعة الأفلام في العديد من المقابلات والبودكاست.
عُرض فيلم بطاطا لأول مرة في المسابقة الرسمية (2022) في المهرجان الدولي للبرامج السمعية البصرية السينمائي في بياريتز، بفرنسا. عُرض الفيلم لأول مرة في كندا (2022) في مهرجان هوت دوكس الكندي الدولي للأفلام الوثائقية في تورونتو وبُث على منصة هوت دوكس. عُرض الفيلم لأول مرة في الولايات المتحدة (2023) في مهرجان لايت هاوس السينمائي الدولي في نيوجيرسي. وعُرض فيلم بطاطا في مهرجانات حول العالم وحصل على العديد من الجوائز.
عُرض الفيلم لأول مرة في تورونتو (2023) ليتزامن مع يوم اللاجئ العالمي، بالشراكة مع المفوضية السامية للأمم المتحدة لشؤون اللاجئين في كندا في سينما هوت دوكس تيد روجرز، كندا.
حصل الفيلم على جائزة شرفية من هوت دوكس لأفضل فيلم وثائقي كندي طويل.
حصل الفيلم على ثلاث ترشيحات في حفل توزيع جوائز الشاشة الكندية الحادي عشر عام 2023 لأفضل فيلم وثائقي طويل، وأفضل تصوير سينمائي في فيلم وثائقي لنورا كيفوركيان، وأفضل مونتاج في فيلم وثائقي لنورا كيفوركيان ومايك مون.
فاز الفيلم بجائزة بيبودي عام 2023، كواحدة من 35 من "القصص الأكثر إقناعًا وتمكينًا التي تم إصدارها في البث والبث المباشر والوسائط التفاعلية" من بين 1400 مشاركة.
ترشح الفيلم لجائزة آلان كينج لأفضل فيلم وثائقي ولأفضل مونتاج وثائقي في حفل توزيع جوائز نقابة المخرجين الكندية عام 2023.

## الجوائز
| جائزة                                           | تاريخ الحفل | فئة                                      | المستلم (المستلمون)              | نتيجة | Ref(s)        |
| ----------------------------------------------- | ----------- | ---------------------------------------- | -------------------------------- | ----- | ------------- |
| جوائز الأوسكار "مؤهلة"                          | 2024        | أفضل فيلم وثائقي                         | بطاطا، بول شيرزر، نورا كيفوركيان |       | [ 16 ]        |
| جوائز الشاشة الكندية                            | أبريل 2023  | أفضل فيلم وثائقي طويل                    | بطاطا، بول شيرزر، نورا كيفوركيان | ترشح  | [ 17 ]        |
| مهرجان قرطاج السينمائي                          | 2022        | التانيت الذهبي : فيلم وثائقي طويل        | بطاطا، نورا كيفوركيان            | فوز   | [ 18 ]        |
| نقابة مديري كندا                                | 2023        | جائزة آلان كينغ لأفضل فيلم وثائقي        | بطاطا، نورا كيفوركيان            | ترشح  | [ 19 ]        |
| مهرجان دبي السينمائي الدولي                     | 2012        | جائزة أفضل عرض                           | بطاطا، نورا كيفوركيان            | فوز   | [ 20 ]        |
| مهرجان ديربان السينمائي الدولي                  | 2022        | جائزة منظمة العفو الدولية لحقوق الإنسان  | بطاطا، نورا كيفوركيان            | فوز   | [ 21 ]        |
| مهرجان ديربان السينمائي الدولي                  | 2022        | أفضل فيلم وثائقي عالمي                   | بطاطا، نورا كيفوركيان            | ترشح  | [ 22 ]        |
| مهرجان Hot Docs الكندي الدولي للأفلام الوثائقية | 2022        | الجمهور أعلى 10                          | بطاطا، نورا كيفوركيان            | فوز   | [ 23 ] [ 24 ] |
| مهرجان مالمو للسينما العربية                    | 2023        | جائزة لجنة التحكيم لأفضل فيلم            | بطاطا ، نورا كيفوركيان           | فوز   | [ 25 ]        |
| جوائز بيبودي                                    | 2023        | الجائزة السنوية الـ 83                   | بطاطا ، نورا كيفوركيان           | فوز   | [ 26 ]        |
| مهرجان سالونيك الوثائقي                         | 2022        | جائزة منظمة العفو الدولية (حقوق الإنسان) | بطاطا ، نورا كيفوركيان           | ترشح  | [ 27 ]        |

## المعارض
| نوع المعرض       | مهرجان الفيلم                        | دولة                       |
| ---------------- | ------------------------------------ | -------------------------- |
| الاختيار الرسمي  | مهرجان أنتينا للأفلام الوثائقية      | أستراليا                   |
| الاختيار الرسمي  | مهرجان أفلام                         | فرنسا                      |
| المسابقة الرسمية | مهرجان قرطاج السينمائي               | تونس                       |
| الاختيار الرسمي  | افترس! مهرجان الفيلم                 | كندا                       |
| الاختيار الرسمي  | مهرجان دوك إيدج السينمائي            | نيوزيلندا                  |
| المسابقة الرسمية | مهرجان ديربان السينمائي الدولي       | جنوب أفريقيا               |
| الاختيار الرسمي  | مهرجان فالسينمائي ين أتلانتيك الدولي | كندا                       |
| المسابقة الرسمية | مهرجان فيبادوك السينمائي             | فرنسا                      |
| الاختيار الرسمي  | مهرجان غالواي السينمائي              | أيرلندا                    |
| المسابقة الرسمية | مهرجان هوت دوكس للأفلام الوثائقية    | كندا                       |
| المسابقة الرسمية | المهرجان الدولي للفيلم الوثائقي      | البرازيل                   |
| المسابقة الرسمية | مهرجان كيتزبوهيل السينمائي           | النمسا                     |
| المسابقة الرسمية | مهرجان لايت هاوس السينمائي الدولي    | الولايات المتحدة الأمريكية |
| المسابقة الرسمية | مهرجان مالمو للسينما العربية         | النرويج                    |
| عرض خاص          | مهرجان رجل في خطر الإعلامي           | بولندا                     |
| المسابقة الرسمية | مهرجان ميونيخ                        | ألمانيا                    |
| المسابقة الرسمية | مهرجان تيرافيفا السينمائي            | إيطاليا                    |
| الاختيار الرسمي  | مهرجان سالونيك للأفلام الوثائقية     | اليونان                    |
| الاختيار الرسمي  | مهرجان فيكتوريا السينمائي            | كندا                       |
| الاختيار الرسمي  | مهرجان وودز هول السينمائي            | الولايات المتحدة الأمريكية |

## روابط خارجية
- بطاطا  في قاعدة بيانات الأفلام على الإنترنت (بالإنجليزية)